# Gårdtjärnen (Hällesjö socken, Jämtland, Öraån)
Gårdtjärnen är en sjö i Bräcke kommun i Jämtland och ingår i Ljungans huvudavrinningsområde. Sjön har en area på 0,12 kvadratkilometer och ligger 303,2 meter över havet. Sjön avvattnas av vattendraget Tivsjöån (Öraån).

## Delavrinningsområde
Gårdtjärnen ingår i det delavrinningsområde (695484-151865) som SMHI kallar för Utloppet av Öraåtjärnen. Medelhöjden är 346 meter över havet och ytan är 3,19 kvadratkilometer. Räknas de 5 avrinningsområdena uppströms in blir den ackumulerade arean 34,87 kvadratkilometer. Tivsjöån (Öraån) som avvattnar avrinningsområdet har biflödesordning 4, vilket innebär att vattnet flödar genom totalt 4 vattendrag innan det når havet efter 111 kilometer. Avrinningsområdet består mestadels av skog (89 procent). Avrinningsområdet har 0,12 kvadratkilometer vattenytor vilket ger det en sjöprocent på 3,8 procent.